# Критические показатели
Критические показатели (также критические индексы) — это величины, описывающие аномалии различных термодинамических характеристик системы во флуктуационной области (то есть в непосредственной окрестности точки фазового перехода). Эти аномалии обычно описываются степенными законами, показателями которых и являются критические индексы. Критические индексы имеют универсальный характер — не зависят от физической природы вещества. Они зависят только от размерности пространства, числа компонент и тензорных свойств параметра порядка и общего характера взаимодействия (дальнодействие или короткодействие).
Основные критические показатели описывают следующие величины:
Теплоёмкость:
{\displaystyle C_{v}\sim |\tau |^{-\alpha }}
Среднее значение параметра порядка:
{\displaystyle \langle \varphi \rangle \sim |\tau |^{\beta }\sim |h|^{\frac {1}{\delta }}}
Восприимчивость:
{\displaystyle \chi \sim |\tau |^{-\gamma }}
Корреляционная функция:
{\displaystyle G(x)\sim x^{-d+2-\eta }\ (x\ll r_{c})}
Радиус корреляции:
{\displaystyle r_{c}\sim \mid \tau \mid ^{-\nu }}
{\displaystyle \tau =T-T_{c}}
{\displaystyle h} — внешнее поле
Критические индексы связаны соотношениями:
{\displaystyle \alpha +2\beta +\gamma =2}
{\displaystyle \beta \delta =\gamma +\beta }
{\displaystyle d\nu =2-\alpha }
{\displaystyle \gamma =\nu (2-\eta )}
Критические индексы, полученные в теории среднего поля (теории Ландау) плохо согласуются с экспериментальными значениями.
Значения критических индексов в теории Ландау и в модели Изинга:
| Показатель        | α           | β           | γ           | δ         | η           | ν           |
| ----------------- | ----------- | ----------- | ----------- | --------- | ----------- | ----------- |
| Теория Ландау     | 0           | 1/2         | 1           | 3         | 0           | 1/2         |
| Модель Изинга d=2 | 0           | 1/8         | 7/4         | ≈15       | 1/4         | 1           |
| Модель Изинга d=3 | 0,125±0,015 | 0,312±0,003 | 1,250±0,003 | 5,15±0,02 | 0,055±0,010 | 0,642±0,003 |